# 图瓦里 (萨瓦省)
图瓦里（法語：Thoiry，法語發音：[twaʁi]）是法国萨瓦省的一个市镇，属于尚贝里区。

## 地理
图瓦里（45°35'28"N, 6°1'45"E）面积17.75 平方千米，位于法国奥弗涅-罗讷-阿尔卑斯大区萨瓦省，该省份为法国东部省份，历史上为薩伏依的一部分，北起上萨瓦省，西接伊泽尔省和安省，南部和东部与上阿尔卑斯省和意大利接壤。
与图瓦里接壤的市镇（或旧市镇、城区）包括：新阿永、莱代塞尔、圣让达尔韦、拉蒂勒。

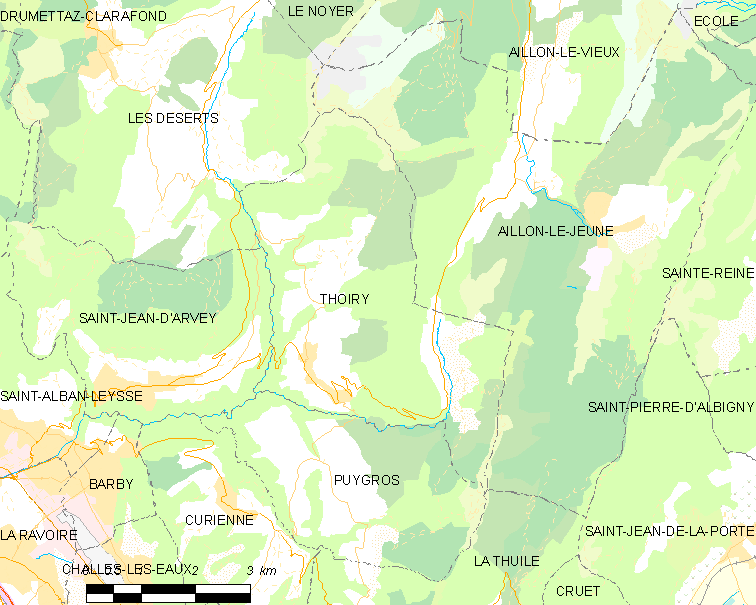
的OSM定位图

图瓦里的时区为UTC+01:00、UTC+02:00（夏令时）。

## 行政
图瓦里的邮政编码为73230，INSEE市镇编码为73293。

## 政治
图瓦里所属的省级选区为圣阿尔邦莱斯县。

## 人口

1962-2008年间人口变化图示

图瓦里于2022年1月1日时的人口数量为454人。